# U-Bahn-Station Siebenhirten
Siebenhirten is een metrostation in het district Liesing van de Oostenrijkse hoofdstad Wenen. Het station werd geopend op 15 april 1995 en wordt bediend door lijn U6
Het station is het zuidelijke eindpunt van de U6 ten noorden van de Ketzetgasse tussen de Dr.-Hanswenzel-Gasse en de Porschestraße, vlak bij de stadsgrens van Wenen.Ten westen van het station ligt het industrieterrein Liesing, ten oosten ligt de woonwijk Wienerflur.
Het metrostation werd in 1995 geopend als onderdeel van de verlenging van de U6 ten zuiden van Philadelphiabrücke, hierbij werd voor een deel het tracé gebruikt van sneltram 64 dat op 27 september 1980 werd geopend. Op de plaats waar tot 1995 de eindlus van lijn 64 lag is nu een busstation dat voornamelijk door streekbussen uit Neder-Oostenrijk wordt bediend. Ten oosten van het busstation staat een parkeer en reis garage voor pendelaars. Op werkdagen rijdt de metro 's avonds niet en moeten reizigers gebruikmaken van de buurtbus N64 die rijdt op afroep.
Het station is ontworpen door Johann Georg Gsteu met de kenmerkende aluminium beplating en afgeronde liftkokers die hij op vijf van de zes stations van de verlenging toepaste. Deze vormgeving was mogelijk door een nieuwe techniek om aluminium golfplaten in de gewenste vormen te maken. In combinatie met blauw getint beton en glas is het een blikvanger in de buurt.

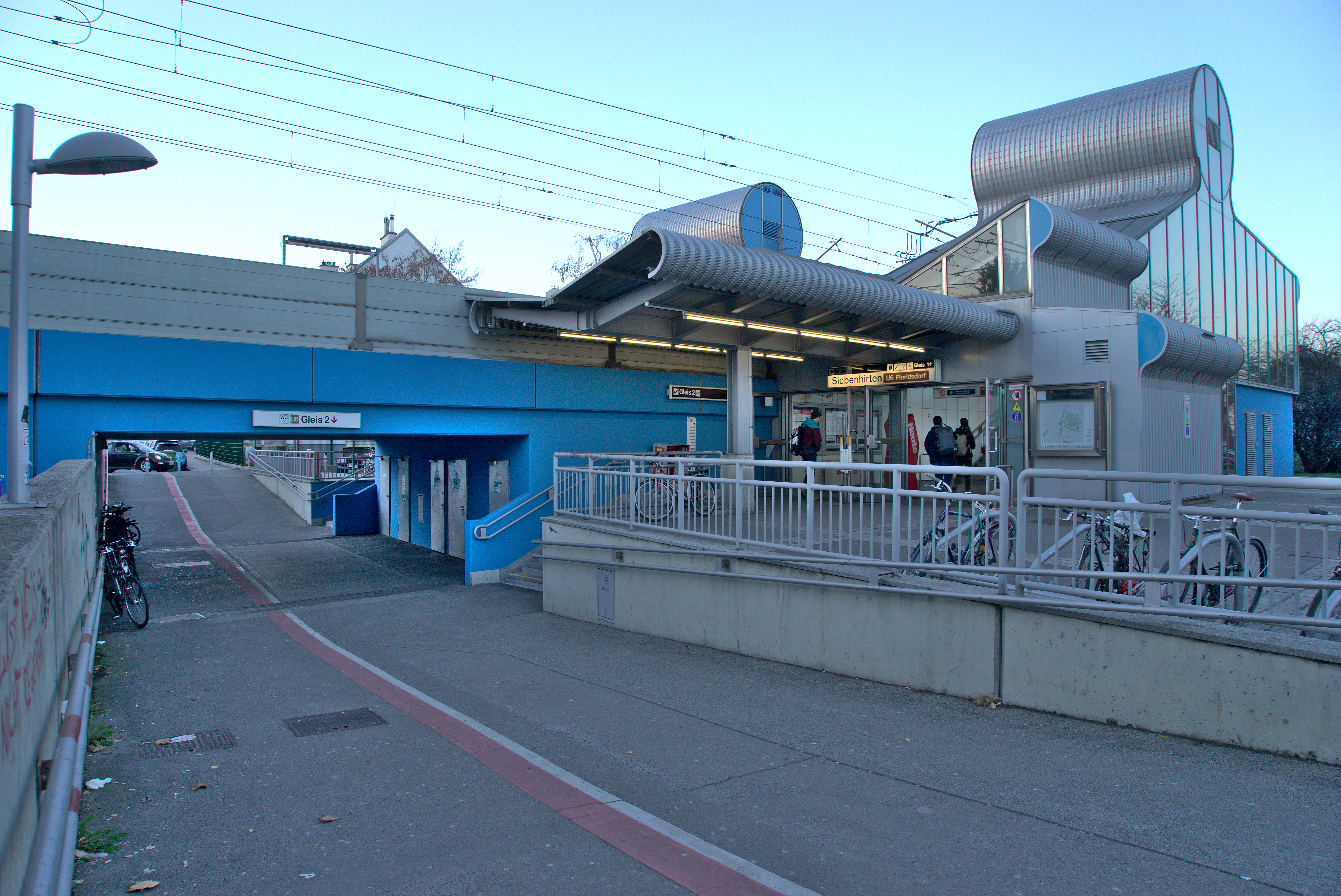
De onderdoorgang onder de keersporen.
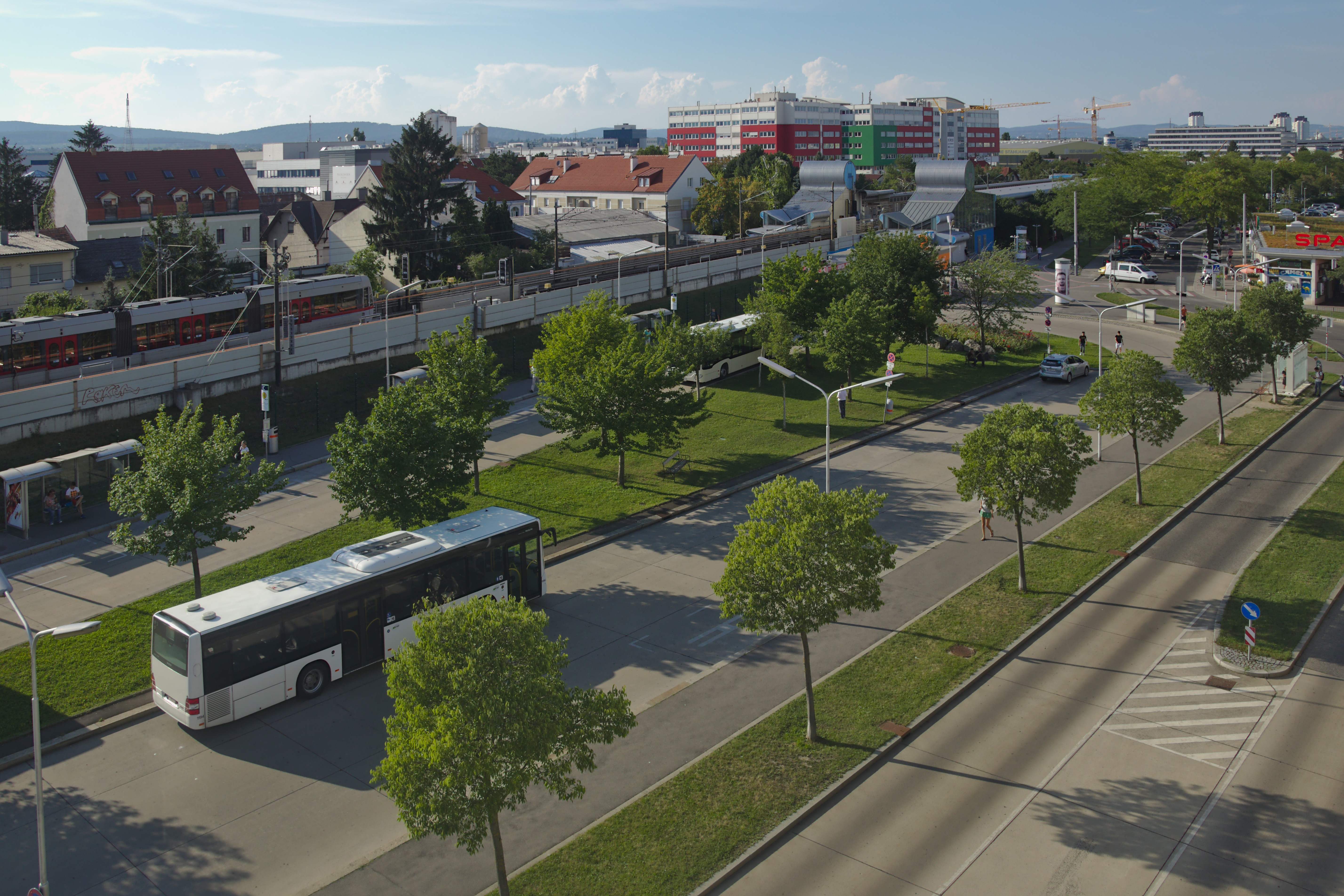
Het busstation ten zuiden van het station naast de keersporen.